# Dave Fridmann
Pour les articles homonymes, voir Fridmann.
Dave Fridmann est un musicien et producteur de disque américain.
Il fut bassiste des Mercury Rev depuis leurs débuts jusqu'à leur album All Is Dream.
À partir de 1990, il coproduit tous les albums de Mercury Rev et des Flaming Lips. Il produit aussi le travail de nombreux artistes tels que Weezer, Sparklehorse, Café Tacuba, Mogwai, The Delgados, Low, Sleater-Kinney, Saxon Shore, Ed Harcourt, Elf Power, Thursday, Phantom Planet, Gemma Hayes, Goldrush ou Number Girl.
Le groupe Kaolin a aussi fait appel à lui pour mixer leur album De retour dans nos criques.
Il amène généralement un son particulier, expansif, ouvert, qui a beaucoup en commun avec le son de son groupe originel Mercury Rev.
En 2007, il produit Some Loud Thunder, le deuxième album de Clap Your Hands Say Yeah, et coproduit Congratulations, le deuxième album du duo new-yorkais MGMT.

## Sélections de disques produits, enregistrés et/ou mixés par Dave Fridmann
- 1989 : Dan Berggren - Mountain Air' (Enregistrement/Mixage/Mastering)
- 1990 : The Flaming Lips - In A Priest Driven Ambulance (Coproduction/Enregistrement/Mixage/Mastering)
- 1991 : Mercury Rev - Yerself Is Steam (Coproduction/Enregistrement/Mixage/Mastering)
- 1991 : Mercury Rev - Car Wash Hair EP (Coproduction/Enregistrement/Mixage/Mastering)
- 1992 : The Flaming Lips - 'Hit To Death In The Future Head (Coproduction/Enregistrement/Mixage/Mastering)
- 1992 : Mercury Rev - Lego My Ego (Coproduction/Enregistrement/Mastering)
- 1995 : Weezer - Pinkerton (Enregistrement)
- 2004 : Kaolin - De retour dans nos criques
- 2005 : Low - The Great Destroyer
- 2007 : Clap Your Hands Say Yeah - Some Loud Thunder
- 2007 : MGMT - Oracular Spectacular
- 2008 : Tapes 'n Tapes - Walk It Off
- 2009 : MGMT - Congratulations (Enregistrement/Mixage)
- 2010 : Tame Impala - Innerspeaker (Mixage)